# Elecciones generales de Uganda de 2011
Las elecciones generales de Uganda de 2011 se llevaron a cabo el 18 de febrero. El presidente Yoweri Museveni del Movimiento de Resistencia Nacional (NRM) fue reelegido por tercera vez, habiendo estado en el poder desde 1986. En el legislativo, NRM obtuvo mayoría absoluta en la Parlamento con 263 de los 375 escaños. La elección no fue considerada limpia por la oposición, encabezada por Kizza Besigye y fue condenada por observadores internacionales.
Tras su derrota, Besigye declaró su intención de provocar una revuelta similar a la realizada, tan solo días atrás, en el Egipto de Hosni Mubarak. Sin embargo, las protestas de la oposición, aunque amplias, no lograron concentrarse lo suficiente y fueron suprimidas antes de forzar al gobierno a cooperar. Debido a que la oposición no pudo realizar un escrutinio y emitir sus propios resultados, la idea de una revuelta cayó instantáneamente.

## Antecedentes
Museveni, excomandante de la guerrilla, había gobernado Uganda durante casi 30 años en el momento de las elecciones. Kizza Besigye y Museveni se enfrentaron por tercera vez, habiendo sido previamente aliados. Besigye ya había sido derrotado por Museveni en las elecciones de 2001 y elecciones de 2006.

## Campaña
En el momento de las elecciones, Uganda se enfrentaba a un posible shock petrolero, que se convirtió en un tema de campaña. Ocho candidatos participaron en las elecciones presidenciales, mientras que hubo un total de 1.713 candidatos para el Parlamento, 1.270 para los escaños de distritos electorales y 443 para los escaños femeninos. El gobernante Movimiento de Resistencia Nacional presentó candidatos para todas las circunscripciones, con 364 candidatos, el Foro para el Cambio Democrático presentó 288, el Congreso Popular de Uganda presentó 135, el Partido Democrático presentó 120, la Alianza Federal presentó 66, el Partido Popular Progresista presentó 33, y el Partido del Desarrollo del Pueblo fue el último con 18 candidatos.
A pesar de destacar notorias mejoras con respecto a los anteriores comicios, los observadores de la Unión Europea declararon que las elecciones fueron "estropeadas por fracasos evitables y logísticos, lo que llevó a un número inaceptable de ciudadanos ugandeses privados de sus derechos".

## Resultados

### Presidenciales
|  | 68.38 % |

|  | 26.01 % |

|  | 1.86 % |

|  | 1.58 % |

|  | 0.66 % |

|  | 0.65 % |

|  | 0.44 % |

|  | 0.41 % |

|  | 100.00 % |

|  | 59.29 % |

### Parlamentarias
| Partidos                               | Circunscripción | Circunscripción | Circunscripción | Mujeres   | Mujeres | Mujeres | Designados | Total escaños | +/– |
| Partidos                               | Votos           | %               | Escaños         | Votos     | %       | Escaños | Designados | Total escaños | +/– |
| -------------------------------------- | --------------- | --------------- | --------------- | --------- | ------- | ------- | ---------- | ------------- | --- |
| Movimiento de Resistencia Nacional     | 3.883.209       | 49.22           | 164             | 3.803.608 | 51.56   | 86      | 13         | 263           | +50 |
| Foro para el Cambio Democrático        | 1.070.109       | 13.56           | 23              | 1.242.218 | 16.84   | 11      | 0          | 34            | –3  |
| Partido Democrático                    | 476.415         | 6.04            | 11              | 325.660   | 4.41    | 1       | 0          | 12            | +4  |
| Congreso Popular de Uganda             | 265.568         | 3.37            | 7               | 237.477   | 3.22    | 3       | 0          | 10            | +1  |
| Foro Justicia                          | 50.120          | 0.64            | 1               | 10.796    | 0.15    | 0       | 0          | 1             | 0   |
| Partido Conservador                    | 48.276          | 0.61            | 1               | 1.084     | 0.01    | 0       | 0          | 1             | 0   |
| Alianza Federal de Uganda              | 23.585          | 0.30            | 0               | 34.346    | 0.47    | 0       | 0          | 0             | –   |
| Partido Popular Progresista            | 15.692          | 0.20            | 0               | 26.320    | 0.36    | 0       | 0          | 0             | –   |
| Foro por la Integridad en el Liderazgo | 8.871           | 0.11            | 0               | –         | –       | –       | 0          | 0             | –   |
| Partido Socialdemócrata                | 5.664           | 0.07            | 0               | –         | –       | –       | 0          | 0             | –   |
| Democracia Popular del Pueblo          | 3.399           | 0.04            | 0               | –         | –       | –       | 0          | 0             | –   |
| Partido del Desarrollo del Pueblo      | 2.526           | 0.03            | 0               | 1.853     | 0.03    | 0       | 0          | 0             | –   |
| Transparencia Liberal Democrática      | 2.035           | 0.03            | 0               | 3.997     | 0.05    | 0       | 0          | 0             | –   |
| Partido Verde Partisano                | 297             | 0.00            | 0               | –         | –       | –       | 0          | 0             | –   |
| Partido Económico de Uganda            | 207             | 0.00            | 0               | –         | –       | –       | 0          | 0             | –   |
| Independientes                         | 2.034.250       | 25.78           | 30              | 1.689.389 | 22.90   | 11      | 2          | 43            | +3  |
| Representantes de las Fuerzas Armadas  | –               | –               | –               | –         | –       | –       | 10         | 10            | 0   |
| Vacante                                | –               | –               | 1               | –         | –       | –       | –          | 1             | –   |
| Total                                  | 7.890.223       | 100             | 238             | 7.376.749 | 100     | 112     | 25         | 375           | +56 |
| Fuente: Election Passport. UC          |                 |                 |                 |           |         |         |            |               |     |